# Soulsister

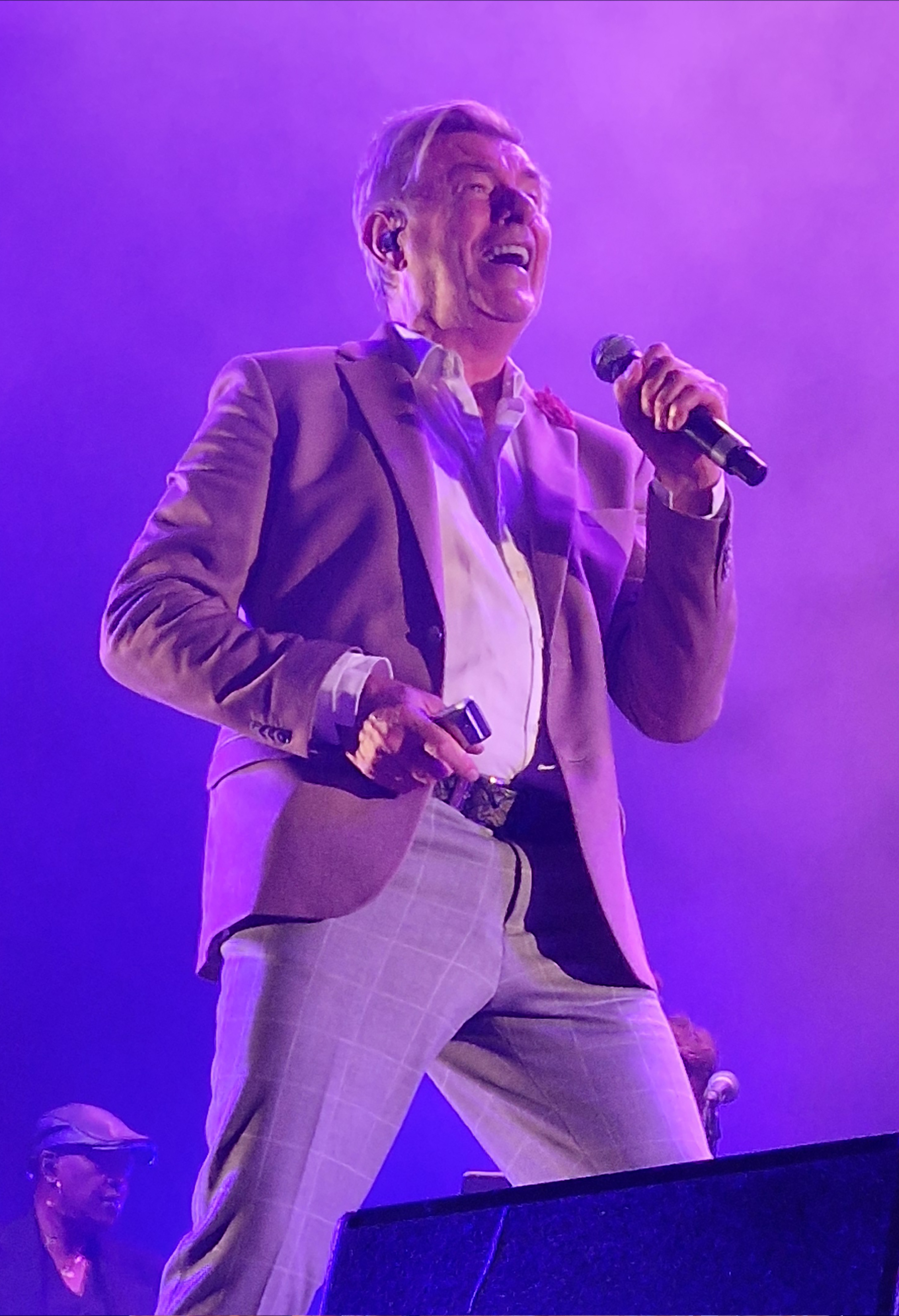
Paul Michiels, 2025

Soulsister ist eine belgische Pop-Formation der Sänger Jan Leyers und Paul Michiels. Ihr größter Erfolg war 1988 The Way to Your Heart.

## Bandgeschichte
Das Duo begann gemeinsam in den 1980er Jahren und veröffentlichte 1986 mit You Get to Me seine erste Single. Mit The Way to Your Heart hatten sie 1988 einen internationalen Hit, der es in den deutschsprachigen Länder bis in die Top 10 schaffte und in den US-amerikanischen Billboard Hot 100 bis auf Platz 41 stieg. Daran schlossen sich bis 1994 immer wieder kleinere Hits an, die vor allem auch in Deutschland erfolgreich waren, darunter das Lied Broken (1993). Sie hatten Fernsehauftritte bei Formel Eins und RTL Samstag Nacht. 
Bis 1995 entstanden fünf Alben mit souligen und funkigen Tracks. Weitere bekannte Titel der Band sind Ain’t That Simple, Through Before We Started und Sweet Dreamer. Bis 1999 waren sie in ihrer Heimat noch erfolgreich, dann widmeten sich Michiels und Leyers Solo-Projekten. Soulsister fanden sich 2007 wieder zusammen und traten in diesem Jahr bei der Nokia Night of the Proms auf. Mit dem Song How Many Waterfalls hatten sie 2008 nochmal einen Charterfolg in Belgien.

## Diskografie

### Studioalben
| Jahr | Titel                  | Höchstplatzierung, Gesamtwochen, AuszeichnungChartplatzierungen (Jahr, Titel, Platzierungen, Wochen, Auszeichnungen, Anmerkungen) | Höchstplatzierung, Gesamtwochen, AuszeichnungChartplatzierungen (Jahr, Titel, Platzierungen, Wochen, Auszeichnungen, Anmerkungen) | Höchstplatzierung, Gesamtwochen, AuszeichnungChartplatzierungen (Jahr, Titel, Platzierungen, Wochen, Auszeichnungen, Anmerkungen) | Höchstplatzierung, Gesamtwochen, AuszeichnungChartplatzierungen (Jahr, Titel, Platzierungen, Wochen, Auszeichnungen, Anmerkungen) | Anmerkungen                                 |
| Jahr | Titel                  | DE | AT | CH | BEF | Anmerkungen                                 |
| ---- | ---------------------- | --- | --- | --- | --- | ------------------------------------------- |
| 1988 | It Takes Two           | DE18 (17 Wo.)DE | AT15 (10 Wo.)AT | CH22 (4 Wo.)CH | — |                                             |
| 1990 | Heat                   | — | — | — | BEF99 ×2Doppelplatin · (3 Wo.)BEF                                                                                                 | Chartplatzierung in Belgien stammt von 2022 |
| 1993 | Simple Rule            | DE85 (6 Wo.)DE | — | — | — |                                             |
| 1995 | Swinging Like Big Dogs | — | — | — | BEF14 Gold · (16 Wo.)BEF |                                             |

grau schraffiert: keine Chartdaten aus diesem Jahr verfügbar
Weitere Studioalben
- 1993: Live Savings
- 1998: Try Not to Cry
- 2008: Closer

### Kompilationen
| Jahr | Titel                                    | Höchstplatzierung, Gesamtwochen, AuszeichnungChartplatzierungen (Jahr, Titel, Platzierungen, Wochen, Auszeichnungen, Anmerkungen) | Höchstplatzierung, Gesamtwochen, AuszeichnungChartplatzierungen (Jahr, Titel, Platzierungen, Wochen, Auszeichnungen, Anmerkungen) | Höchstplatzierung, Gesamtwochen, AuszeichnungChartplatzierungen (Jahr, Titel, Platzierungen, Wochen, Auszeichnungen, Anmerkungen) | Höchstplatzierung, Gesamtwochen, AuszeichnungChartplatzierungen (Jahr, Titel, Platzierungen, Wochen, Auszeichnungen, Anmerkungen) | Anmerkungen |
| Jahr | Titel                                    | DE | AT | CH | BEF | Anmerkungen |
| ---- | ---------------------------------------- | --- | --- | --- | --- | ----------- |
| 1997 | The Way to Your Heart – The Very Best of | — | — | — | BEF2 Gold · (22 Wo.)BEF |             |
| 1999 | Try Not to Cry – The Singles Collection  | — | — | — | BEF22 (5 Wo.)BEF |             |
| 2007 | Platinum Collection                      | — | — | — | BEF47 (22 Wo.)BEF |             |
| 2012 | Best of – 3CD                            | — | — | — | BEF174 (2 Wo.)BEF |             |

### Singles
| Jahr                              | Titel Album                                  | Höchstplatzierung, Gesamtwochen, AuszeichnungChartplatzierungen (Jahr, Titel, Album, Platzierungen, Wochen, Auszeichnungen, Anmerkungen) | Höchstplatzierung, Gesamtwochen, AuszeichnungChartplatzierungen (Jahr, Titel, Album, Platzierungen, Wochen, Auszeichnungen, Anmerkungen) | Höchstplatzierung, Gesamtwochen, AuszeichnungChartplatzierungen (Jahr, Titel, Album, Platzierungen, Wochen, Auszeichnungen, Anmerkungen) | Höchstplatzierung, Gesamtwochen, AuszeichnungChartplatzierungen (Jahr, Titel, Album, Platzierungen, Wochen, Auszeichnungen, Anmerkungen) | Höchstplatzierung, Gesamtwochen, AuszeichnungChartplatzierungen (Jahr, Titel, Album, Platzierungen, Wochen, Auszeichnungen, Anmerkungen) | Höchstplatzierung, Gesamtwochen, AuszeichnungChartplatzierungen (Jahr, Titel, Album, Platzierungen, Wochen, Auszeichnungen, Anmerkungen) | Anmerkungen |
| Jahr                              | Titel Album                                  | DE | AT | CH | UK | US | BEF | Anmerkungen |
| --------------------------------- | -------------------------------------------- | --- | --- | --- | --- | --- | --- | ----------- |
| als Soulsister                    |                                              | | | | | | |             |
|                                   |                                              | | | | | | |             |
| 1989                              | The Way to Your Heart It Takes Two           | DE4 Gold · (26 Wo.)DE | AT6 (16 Wo.)AT | CH8 (15 Wo.)CH | UK81 (10 Wo.)UK | US41 (10 Wo.)US | BEF3 (19 Wo.)BEF |             |
| 1989                              | Like a Mountain (Remix) It Takes Two         | DE36 (12 Wo.)DE | — | — | — | — | BEF21 (8 Wo.)BEF |             |
| 1989                              | Blame You It Takes Two                       | — | — | — | — | — | BEF43 (6 Wo.)BEF |             |
| 1990                              | Downtown It Takes Two                        | — | — | — | — | — | BEF46 (2 Wo.)BEF |             |
| als Leyers, Michiels & Soulsister |                                              | | | | | | |             |
|                                   |                                              | | | | | | |             |
| 1990                              | Through Before We Started Heat               | DE51 (14 Wo.)DE | — | — | — | — | BEF3 (15 Wo.)BEF |             |
| 1991                              | Well Well Well Heat                          | — | — | — | — | — | BEF9 (9 Wo.)BEF |             |
| 1991                              | Company Heat                                 | — | — | — | — | — | BEF15 (9 Wo.)BEF |             |
| 1991                              | Facing Love Heat                             | — | — | — | — | — | BEF9 (11 Wo.)BEF |             |
| 1991                              | She’s Gone Heat                              | — | — | — | — | — | BEF19 (6 Wo.)BEF |             |
| 1992                              | Fallen Angel Heat                            | — | — | — | — | — | BEF48 (2 Wo.)BEF |             |
| 1992                              | Locks and Keys Live Savings                  | — | — | — | — | — | BEF15 (10 Wo.)BEF |             |
| 1992                              | Promises Live Savings                        | — | — | — | — | — | BEF15 (6 Wo.)BEF |             |
| als Soulsister                    |                                              | | | | | | |             |
|                                   |                                              | | | | | | |             |
| 1992                              | Changes Live Savings                         | — | — | — | — | — | BEF10 (16 Wo.)BEF |             |
| 1993                              | Broken Live Savings                          | DE51 (14 Wo.)DE | AT30 (1 Wo.)AT | CH32 (6 Wo.)CH | — | — | BEF5 (14 Wo.)BEF |             |
| 1993                              | Ain’t That Simple Live Savings               | DE51 (15 Wo.)DE | — | — | — | — | BEF24 (6 Wo.)BEF |             |
| 1993                              | Simple Rule                                  | — | — | — | — | — | BEF29 (3 Wo.)BEF |             |
| 1993                              | So Long Ago Simple Rule                      | — | — | — | — | — | BEF31 (6 Wo.)BEF |             |
| 1994                              | Wild Love Affair Swinging Like Big Dogs      | DE55 (12 Wo.)DE | — | — | — | — | BEF15 (8 Wo.)BEF |             |
| 1994                              | Tell Me What It Takes Swinging Like Big Dogs | — | — | — | — | — | BEF2 (16 Wo.)BEF |             |
| 1995                              | I Need Some Time Swinging Like Big Dogs      | — | — | — | — | — | BEF43 (1 Wo.)BEF |             |
| 1999                              | Try Not to Cry –                             | — | — | — | — | — | BEF46 (3 Wo.)BEF |             |
| 2008                              | How Many Waterfalls Closer                   | — | — | — | — | — | BEF5 (5 Wo.)BEF |             |
| 2021                              | Something I Need to Know –                   | — | — | — | — | — | BEF49 (1 Wo.)BEF |             |
| 2022                              | I Need Your Love –                           | — | — | — | — | — | BEF49 (1 Wo.)BEF |             |

Weitere Singles
- 1986: You Get to Me
- 1990: Sweet Dreamer
- 2007: Back in a Minute